# Шальзе
Шальзе (нем. Schaalsee) — озеро в Германии на границе Шлезвига-Гольштейна и Мекленбург — Передней Померании. Площадь поверхности — 23,5 км². Объём воды — 0,391 км³. Площадь водосборного бассейна — 180 км².

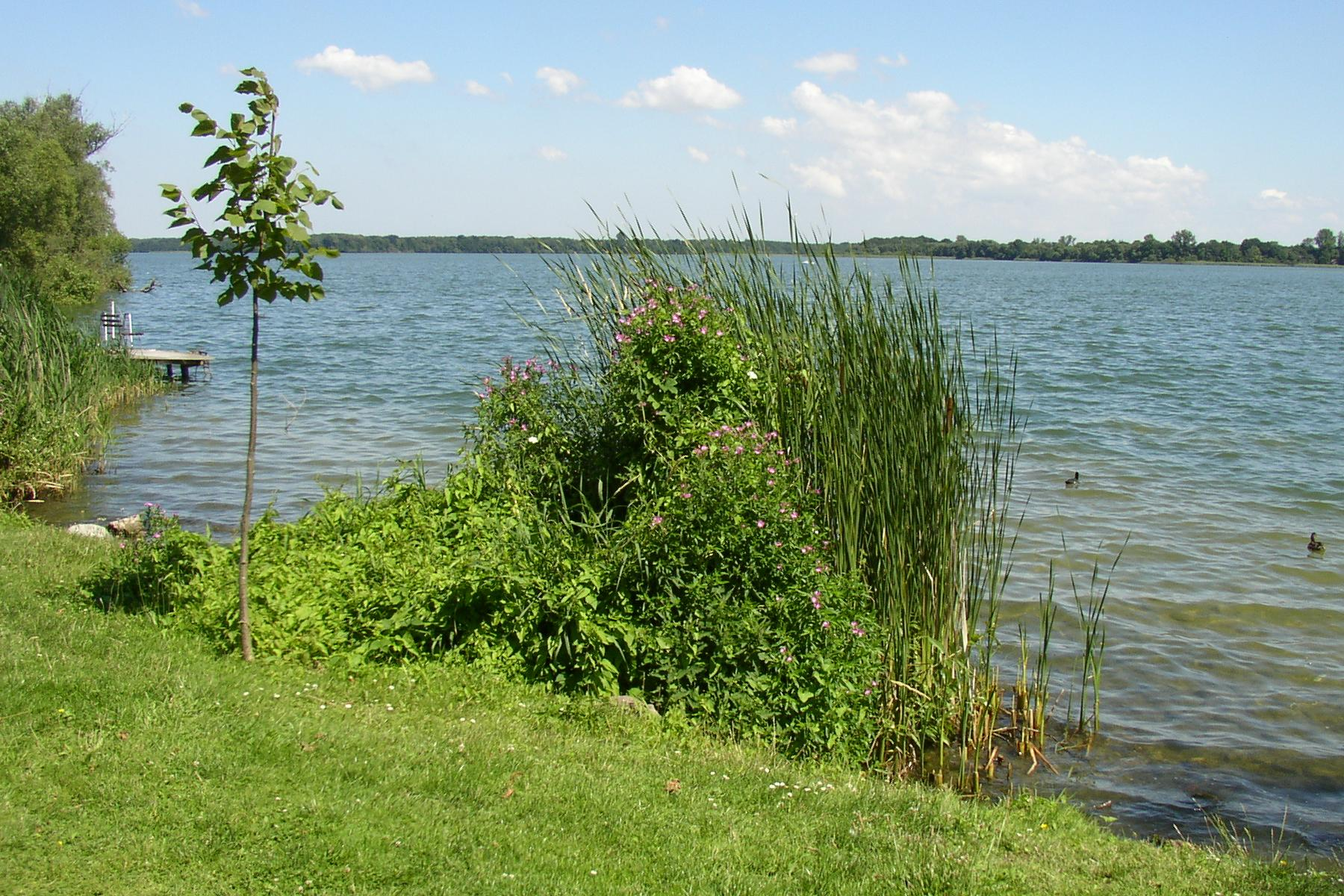
Озеро в Царрентине-на-Шальзе

Озеро расположено в треугольнике Гамбург-Любек-Шверин. С севера на юг длина озера составляет 13,8 км. Является глубочайшим пресноводным озером северной Германии. Высота поверхности озера на уровнем моря составляет 35 м.
Построенный в период с 1923 до 1925 канал Шальзе соединил мелкие озёра с более крупным, в конце которого была построена гидроэлектростанция, одна из немногих в Шлезвиге-Гольштейне.
Город Царрентин-на-Шальзе является крупнейшим поселением на озере.
Озеро имеет много островов, крупнейший из которых — Кампенвердер. Далее идёт остров Штинтенбург, а также имеется несколько необитаемых островов (Ретвизе).

## Исторические факты

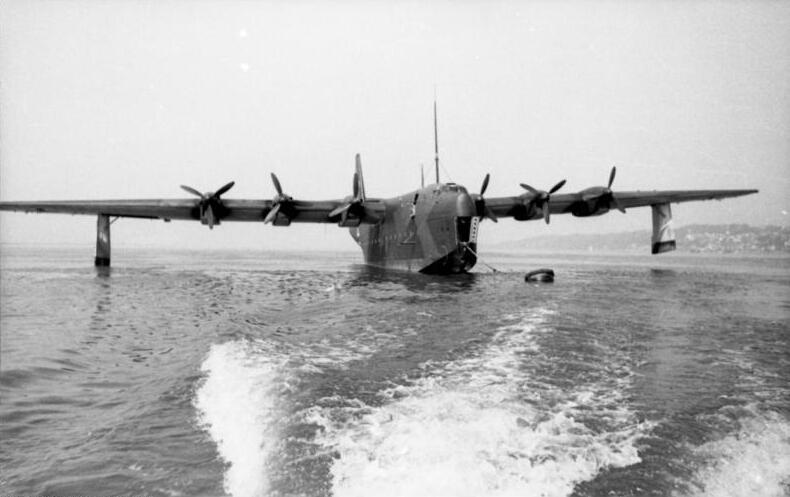
Находящийся на якоре самолёт Blohm & Voss BV 238 на озере Шальзе

В годы Второй мировой войны в одной из бухт озера Шальзе, расположенной рядом с Зедорфом (Лауэнбург), базировался немецкий дальний бомбардировщик Blohm & Voss BV 238 — самый тяжёлый самолёт в истории авиации на момент своего первого полёта в 1944 году. Союзники были обеспокоены тем, что самолёты дальнего действия — преимущественно летающие лодки, могли быть использованы лидерами нацистского режима в целях бегства, поэтому лётчики занимались поисками всех боеспособных немецких самолётов данных разновидностей.
Самолёт оставался незамеченным практически до самого окончания войны в Европе. Однако, согласно одной из версий, 25 апреля 1945 года был атакован британскими истребителями-бомбардировщиками Hawker Typhoon. Огонь вёлся до тех пор, пока двигатели летающей лодки не загорелись, и самолёт частично не исчез на глубине шести метров.
В 1948–1949 годах потопленная летающая лодка была взорвана — для того, чтобы её было легче разобрать. Впоследствии была вывезена. Последние детали были извлечены летом 1983 года.